# Joseph Almani
Joseph „Joe“ Anthony Almani (* 14. September 1984 in Pensacola, Florida) ist ein US-amerikanischer Schauspieler, Stuntman und Model.

## Leben
Almani wurde am 14. September 1984 in Pensacola geboren. Er ist arabisch-schottischer Herkunft und wuchs bei seiner Mutter und Großmutter auf.
Ab 2009 besuchte er verschiedene Universitäten, darunter die Travel Channel Academy und die National Academy of Sports Medicine und lernte am Dov Hollywood Film Institute und an der United Stuntmen’s Association: The International Stunt School, darunter Schauspiel und Stunts. Sein Schauspieldebüt gab er 2012 im Kurzfilm The Anniversary. Im Folgejahr wirkte er im Kurzfilm The Big Meet erstmals als Stuntman mit. 2014 stellte er in vier Episoden der Fernsehserie Boys Before Friends die Rolle des Liam Montgomery dar. 2015 spielte er in zehn Episoden der Fernsehserie Alesia: Ground Zero die Rolle des Daniel. 2020 stellte er im Fernsehfilm Law of Attraction mit der Rolle des  Derrick Walker die männliche Hauptrolle dar. 2022 wirkte er im Tierhorrorfilm Crawlers – Angriff der Killerwürmer ebenfalls als Hauptdarsteller mit.
Almani steht als Model bei der Agentur Nous Model Management unter Vertrag. Er ist verheiratet und Vater einer Tochter.

## Filmografie (Auswahl)

### Schauspiel
- 2012: The Anniversary (Kurzfilm)
- 2014: Boys Before Friends (Fernsehserie, 4 Episoden)
- 2014: Mixology (Fernsehserie, Episode 1x11)
- 2015: Battle Scars
- 2015: Alesia: Ground Zero (Fernsehserie, 10 Episoden)
- 2018: Bloodline: Lovesick 2
- 2019: Dad’s Meatballs (Kurzfilm)
- 2020: Middleton Christmas
- 2020: Law of Attraction (Fernsehfilm)
- 2020: Galactic Fantastic! (Kurzfilm)
- 2021: The Hunt: Savage Within (Kurzfilm)
- 2022: Reed’s Point
- 2022: Crawlers – Angriff der Killerwürmer (It Crawls Beneath)

### Stunts
- 2013: The Big Meet (Kurzfilm)
- 2015: Battle Scars
- 2018: Bloodline: Lovesick 2